# V League 2
La V League 2 (Giải bóng đá hạng Nhất Quốc gia) è la seconda divisione calcistica del Vietnam, creata nel 1980. È composta da 8 squadre. La competizione si svolge in gare di andata e ritorno per un totale di 14 partite. Le ultime due della classifica retrocedono nella terza divisione vietnamita.

## V League 2 2017 - Squadre
| Club           | Città         | Stadio                | Capacità |
| -------------- | ------------- | --------------------- | -------- |
| Bình Phước     | Đồng Xoài     | Bình Phước Stadium    | 10,000   |
| Đắk Lắk        | Buôn Mê Thuột | Buôn Mê Thuột Stadium | 25,000   |
| Tây Ninh       | Tây Ninh      | Tây Ninh Stadium      | 15,500   |
| Thừa Thiên–Huế | Huế           | Tự Do Stadium         | 25,000   |
| Nam Định       | Nam Định      | Thiên Trường Stadium  | 20,000   |
| Đồng Tháp      | Dong Thap     | Cao Lãnh Stadium      | 23,000   |
| Viettel        | Hà Nội        | Hàng Đẫy Stadium      | 22,500   |

### Albo d'oro
| Stagione | Campione              | Secondo                 | Terzo               |
| -------- | --------------------- | ----------------------- | ------------------- |
| 2001     | Bình Định             | Đà Nẵng                 | Hải Quan            |
| 2002     | Gạch Đồng Tâm Long An | Đồng Tháp               | Hoàng Anh Gia Lai   |
| 2003     | Hải Phòng             | Bình Dương              | Thanh Hóa           |
| 2004     | Cảng Sài Gòn          | Hòa Phát Hà Nội         | Thừa Thiên Huế      |
| 2005     | Khatoco Khánh Hòa     | Tiền Giang              | Đông Á              |
| 2006     | Đồng Tháp             | Thanh Hóa               | Huda Huế            |
| 2007     | Thể Công              | Hải Phòng               | An Giang            |
| 2008     | Quân khu 4            | Hà Nội T&T              | Cao su Đồng Tháp    |
| 2009     | Vissai Ninh Bình      | Hòa Phát Hà Nội         | XSKT Cần Thơ        |
| 2010     | Hà Nội ACB            | Than Quảng Ninh         | SQC Bình Định       |
| 2011     | Sài Gòn Xuân Thành    | Kienlongbank Kiên Giang | SQC Bình Định       |
| 2012     | Đồng Tâm Long An      | Hà Nội                  | Đồng Nai            |
| 2013     | QNK Quảng Nam         | Than Quảng Ninh         | Hùng Vương An Giang |
| 2014     | TDCS Đồng Tháp        | Sanna Khánh Hòa BVN     | XSKT Cần Thơ        |
| 2015     | Hà Nội                | Huế                     | TP Hồ Chí Minh      |
| 2016     | TP Hồ Chí Minh        | Viettel                 | Nam Định            |
| 2017     | Nam Định              | Huế                     | Bình Phước          |
| 2018     | Viettel               | Hà Nội B                | Đồng Tháp           |
| 2019     | Hà Tĩnh               | Phố Hiến                | Bình Phước          |
| 2020     | Bình Định             | Bà Rịa - Vũng Tàu       | Khánh Hòa           |
| 2021     |                       |                         |                     |
| 2022     | CAHN                  | Khánh Hòa               | Quảng Nam           |
| 2023     | Quảng Nam             | Phố Hiến                | Long An             |
| 2023/24  | Đà Nẵng               | Phố Hiến                | Bình Phước          |
| 2024/25  |                       |                         |                     |